# Seznam zápasů ukrajinské fotbalové reprezentace na MS
Ukrajinská fotbalová reprezentace byla celkem 1x na mistrovstvích světa ve fotbale a to v roce 2006.
- Aktualizace po MS 2006 - Počet utkání - 5 - Vítězství - 3x - Remízy - 0x - Prohry - 2x

| Číslo | Soupeř         | Výsledek                | MS      | Fáze turnaje       | Góly Ukrajiny                                                    |
| ----- | -------------- | ----------------------- | ------- | ------------------ | ---------------------------------------------------------------- |
| 1.    | Španělsko      | 0 – 4                   | MS 2006 | základní skupina H | Ne                                                               |
| 2.    | Saúdská Arábie | 4 – 0                   | MS 2006 | základní skupina H | Andrej Rusol, Serhij Rebrov, Andrij Ševčenko, Maksym Kalyničenko |
| 3.    | Tunisko        | 1 – 0                   | MS 2006 | základní skupina H | Andrij Ševčenko (penalta)                                        |
| 4.    | Švýcarsko      | 0 – 0 (PP) (pen. 3 - 0) | MS 2006 | osmifinále         | penalty: Artem Milevskij, Serhij Rebrov, Oleh Husjev             |
| 5.    | Itálie         | 0 – 3                   | MS 2006 | čtvrtfinále        | Ne                                                               |